# Galinagues
Galinagues  (en occitan Galinagas) est une commune française, située dans le Sud-Ouest du département de l’Aude en région Occitanie.
Sur le plan historique et culturel, la commune fait partie du Pays de Sault, un plateau situé entre 990 et 1310 mètres d'altitude fortement boisé. Exposée à un climat de montagne, elle est drainée par le Rébenty et par deux autres cours d'eau. La commune possède un patrimoine naturel remarquable : deux sites Natura 2000 (le « pays de Sault » et le « bassin du Rebenty ») et trois zones naturelles d'intérêt écologique, faunistique et floristique.
Galinagues est une commune rurale qui compte 31 habitants en 2022, après avoir connu un pic de population de 197 habitants en 1821. Ses habitants sont appelés les Galinagois et ses habitantes les Galinagoises.

## Géographie
La commune est située dans le pays de Sault.

### Communes limitrophes
| Espezel | Belfort-sur-Rebenty |        |
|         | Galinagues          | Rodome |
| Mazuby  |                     |        |

### Hydrographie
La commune est dans la région hydrographique « Côtiers méditerranéens », au sein du bassin hydrographique Rhône-Méditerranée-Corse. Elle est drainée par le Rebenty, le ruisseau de Font Escure et le ruisseau du Rach, qui constituent un réseau hydrographique de 3 km de longueur totale,.
La Lauquette, d'une longueur totale de 17,9 km, prend sa source dans la commune de Fajac-en-Val et s'écoule du sud-ouest vers le nord-est puis vers l'ouest. Elle traverse la commune et se jette dans le Lauquet à Ladern-sur-Lauquet, après avoir traversé 4 communes.

### Climat
Pour des articles plus généraux, voir Climat de l'Occitanie et Climat de l'Aude.
En 2010, le climat de la commune est de type climat des marges montargnardes, selon une étude s'appuyant sur une série de données couvrant la période 1971-2000. En 2020, Météo-France publie une typologie des climats de la France métropolitaine dans laquelle la commune est exposée à un climat de montagne ou de marges de montagne et est dans la région climatique Pyrénées orientales, caractérisée par une faible pluviométrie, un très bon ensoleillement (2 600 h/an), un air sec, particulièrement en hiver et peu de brouillards.
Pour la période 1971-2000, la température annuelle moyenne est de 9,6 °C, avec une amplitude thermique annuelle de 14,9 °C. Le cumul annuel moyen de précipitations est de 998 mm, avec 9,8 jours de précipitations en janvier et 6,6 jours en juillet. Pour la période 1991-2020, la température moyenne annuelle observée sur la station météorologique la plus proche, située sur la commune de Belcaire à 7 km à vol d'oiseau, est de 9,8 °C et le cumul annuel moyen de précipitations est de 1 032,4 mm,. Pour l'avenir, les paramètres climatiques de la commune estimés pour 2050 selon différents scénarios d'émission de gaz à effet de serre sont consultables sur un site dédié publié par Météo-France en novembre 2022.

### Milieux naturels et biodiversité

#### Réseau Natura 2000

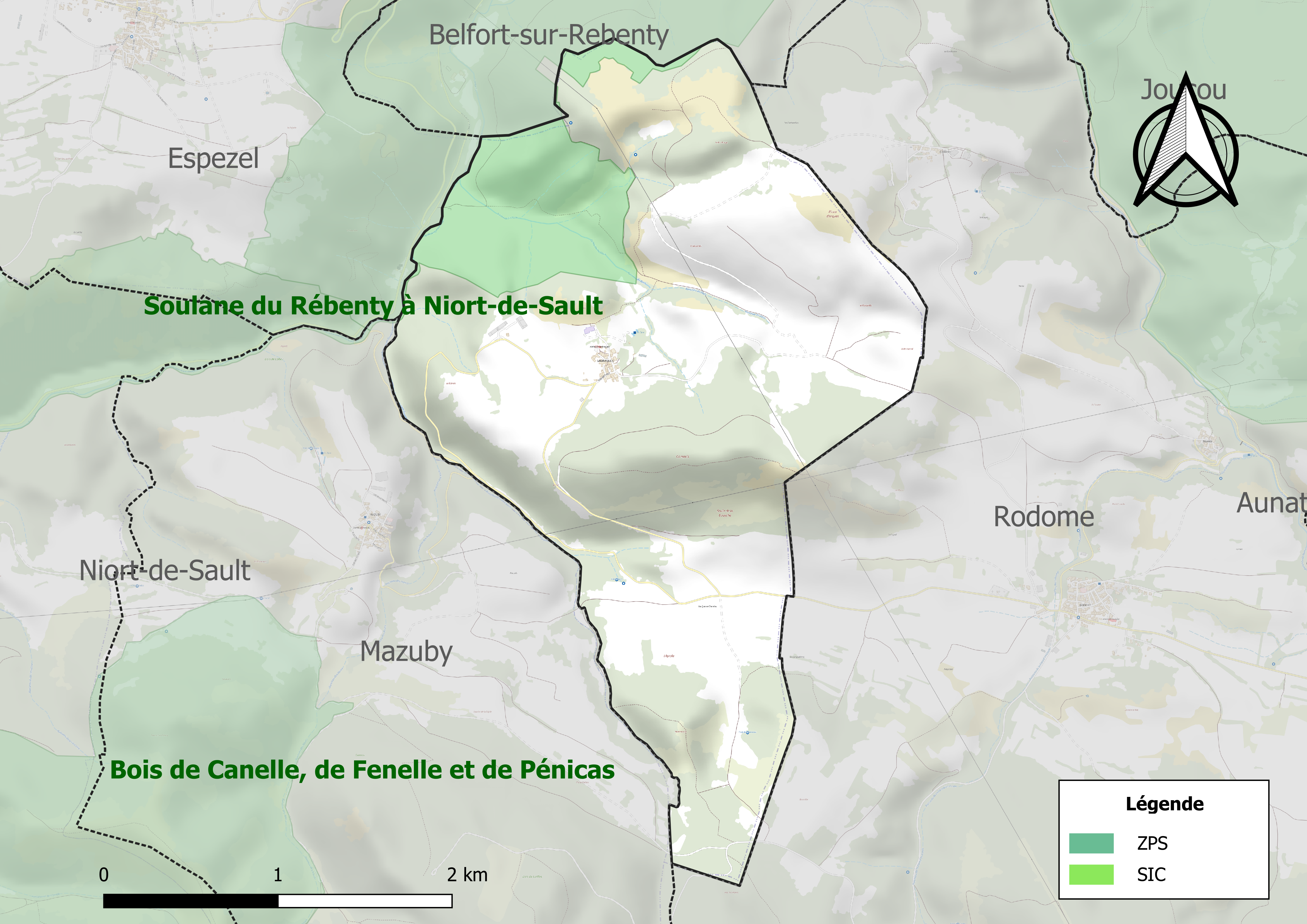
Site Natura 2000 sur le territoire communal.

Le réseau Natura 2000 est un réseau écologique européen de sites naturels d'intérêt écologique élaboré à partir des directives habitats et oiseaux, constitué de zones spéciales de conservation (ZSC) et de zones de protection spéciale (ZPS). Un site Natura 2000 a été défini sur la commune au titre de la directive habitats :
- le « bassin du Rebenty », d'une superficie de 8 567 ha, qui offre une palette d'habitats naturels sur une grande gamme altitudinale et climatique et sur des substrats variés (calcaires, marnes, schistes). En particulier, on y rencontre de belles pinèdes de pins à crochets sur sol acide. La rivière héberge des espèces aquatiques (Chabot commun et Barbeau méridional, Écrevisse à pattes blanches) et mammifères (Desman des Pyrénées)[14]

et un au titre de la directive oiseaux : 
- le « pays de Sault », d'une superficie de 71 499 ha, présentant une grande diversité d'habitats pour les oiseaux. On y rencontre donc aussi bien les diverses espèces de rapaces rupestres, en particulier les vautours dont les populations sont en augmentation, que les passereaux des milieux ouverts (bruant ortolan, alouette lulu) et des espèces forestières comme le pic noir[15].

#### Zones naturelles d'intérêt écologique, faunistique et floristique
L’inventaire des zones naturelles d'intérêt écologique, faunistique et floristique (ZNIEFF) a pour objectif de réaliser une couverture des zones les plus intéressantes sur le plan écologique, essentiellement dans la perspective d’améliorer la connaissance du patrimoine naturel national et de fournir aux différents décideurs un outil d’aide à la prise en compte de l’environnement dans l’aménagement du territoire. Une ZNIEFF de type 1 est recensée sur la commune : la « vallée du Rébenty de Belfort-sur-Rebenty à Cailla » (3 553 ha), couvrant 10 communes du département et deux ZNIEFF de type 2, : 
- le « petit plateau de Sault » (5 054 ha), couvrant 11 communes du département[18] ;
- la « vallée du Rébenty » (5 661 ha), couvrant 14 communes du département[19].

Carte des ZNIEFF de type 1 et 2 à Galinagues.
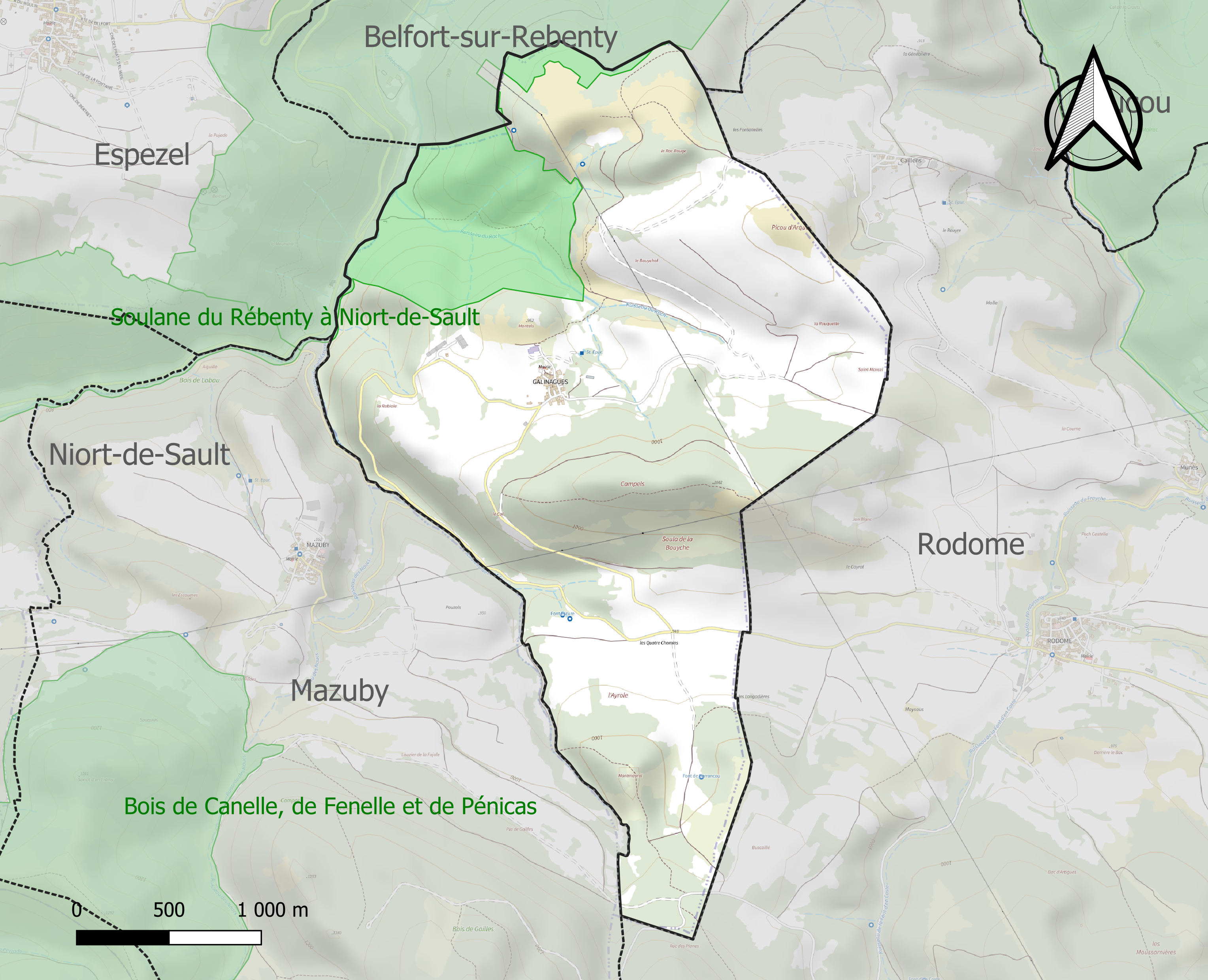
Carte de la ZNIEFF de type 1 sur la commune.
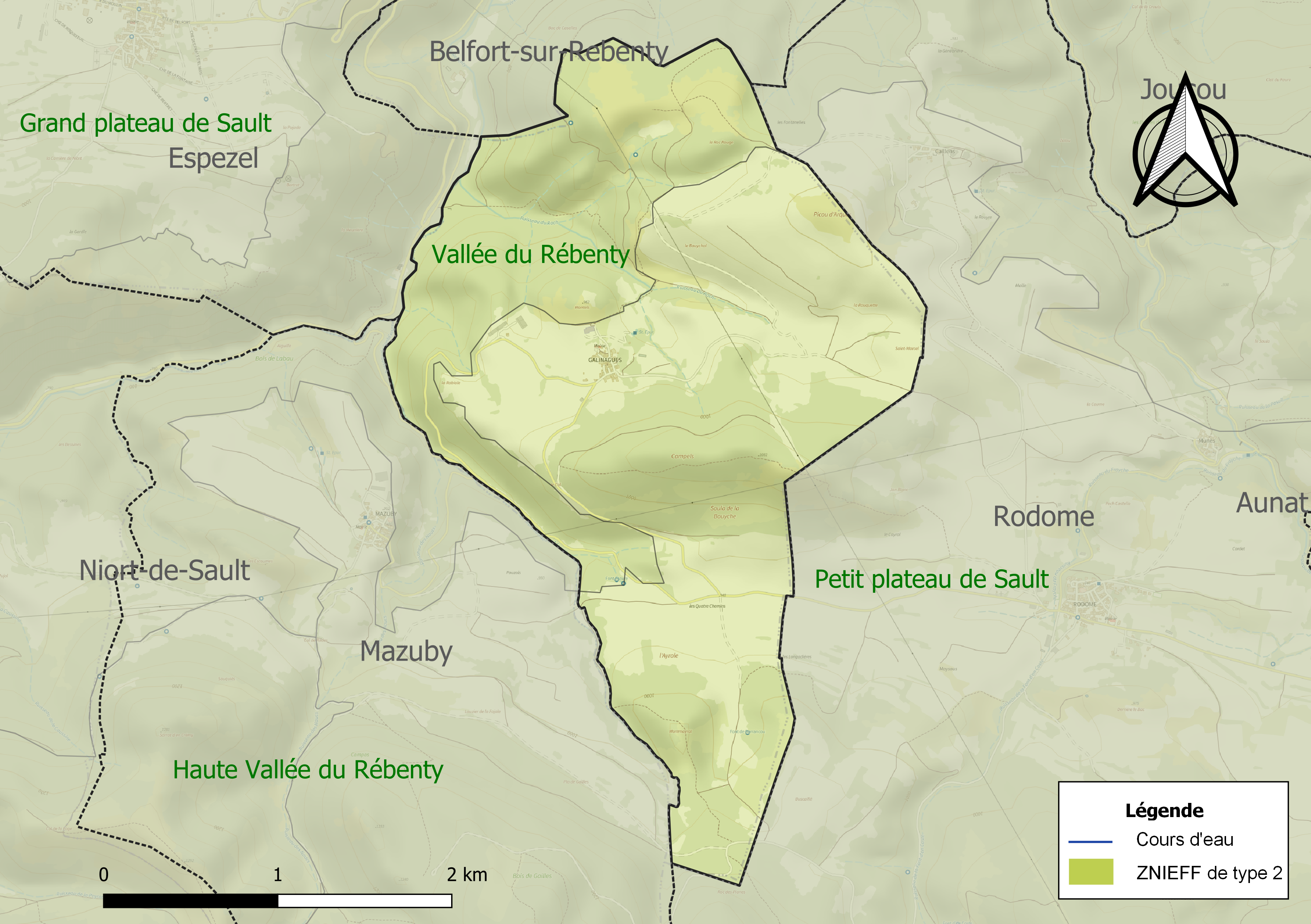
Carte des ZNIEFF de type 2 sur la commune.

## Urbanisme

### Typologie
Au 1er janvier 2024, Galinagues est catégorisée commune rurale à habitat très dispersé, selon la nouvelle grille communale de densité à 7 niveaux définie par l'Insee en 2022.
Elle est située hors unité urbaine et hors attraction des villes,.

### Occupation des sols
L'occupation des sols de la commune, telle qu'elle ressort de la base de données européenne d’occupation biophysique des sols Corine Land Cover (CLC), est marquée par l'importance des forêts et milieux semi-naturels (68,1 % en 2018), en augmentation par rapport à 1990 (43,4 %). La répartition détaillée en 2018 est la suivante : milieux à végétation arbustive et/ou herbacée (55,8 %), zones agricoles hétérogènes (21,5 %), forêts (12,3 %), prairies (10,3 %). L'évolution de l’occupation des sols de la commune et de ses infrastructures peut être observée sur les différentes représentations cartographiques du territoire : la carte de Cassini (XVIIIe siècle), la carte d'état-major (1820-1866) et les cartes ou photos aériennes de l'IGN pour la période actuelle (1950 à aujourd'hui).

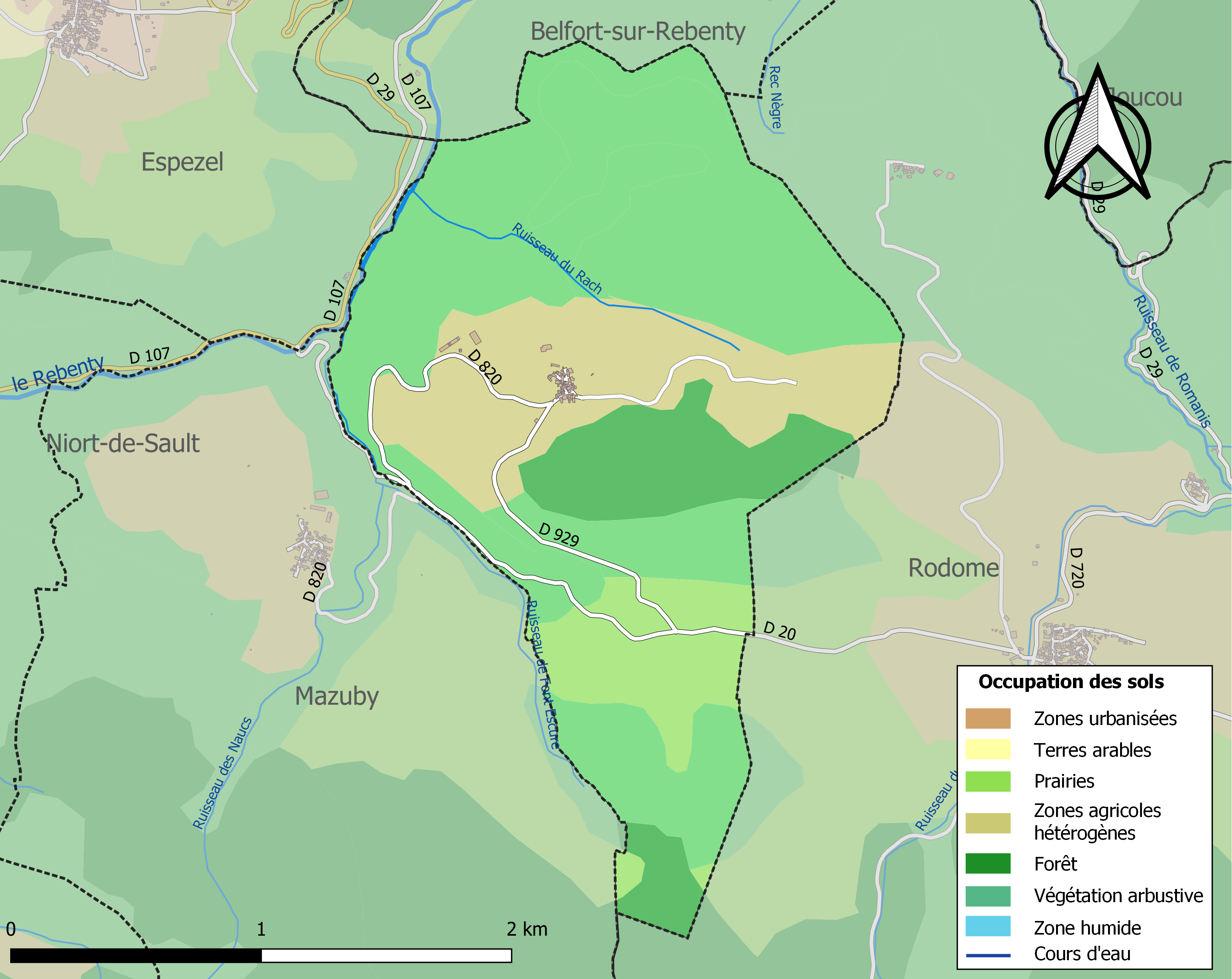
Carte des infrastructures et de l'occupation des sols de la commune en 2018 (CLC).

### Risques majeurs
Le territoire de la commune de Galinagues est vulnérable à différents aléas naturels : météorologiques (tempête, orage, neige, grand froid, canicule ou sécheresse) et séisme (sismicité modérée). Un site publié par le BRGM permet d'évaluer simplement et rapidement les risques d'un bien localisé soit par son adresse soit par le numéro de sa parcelle.

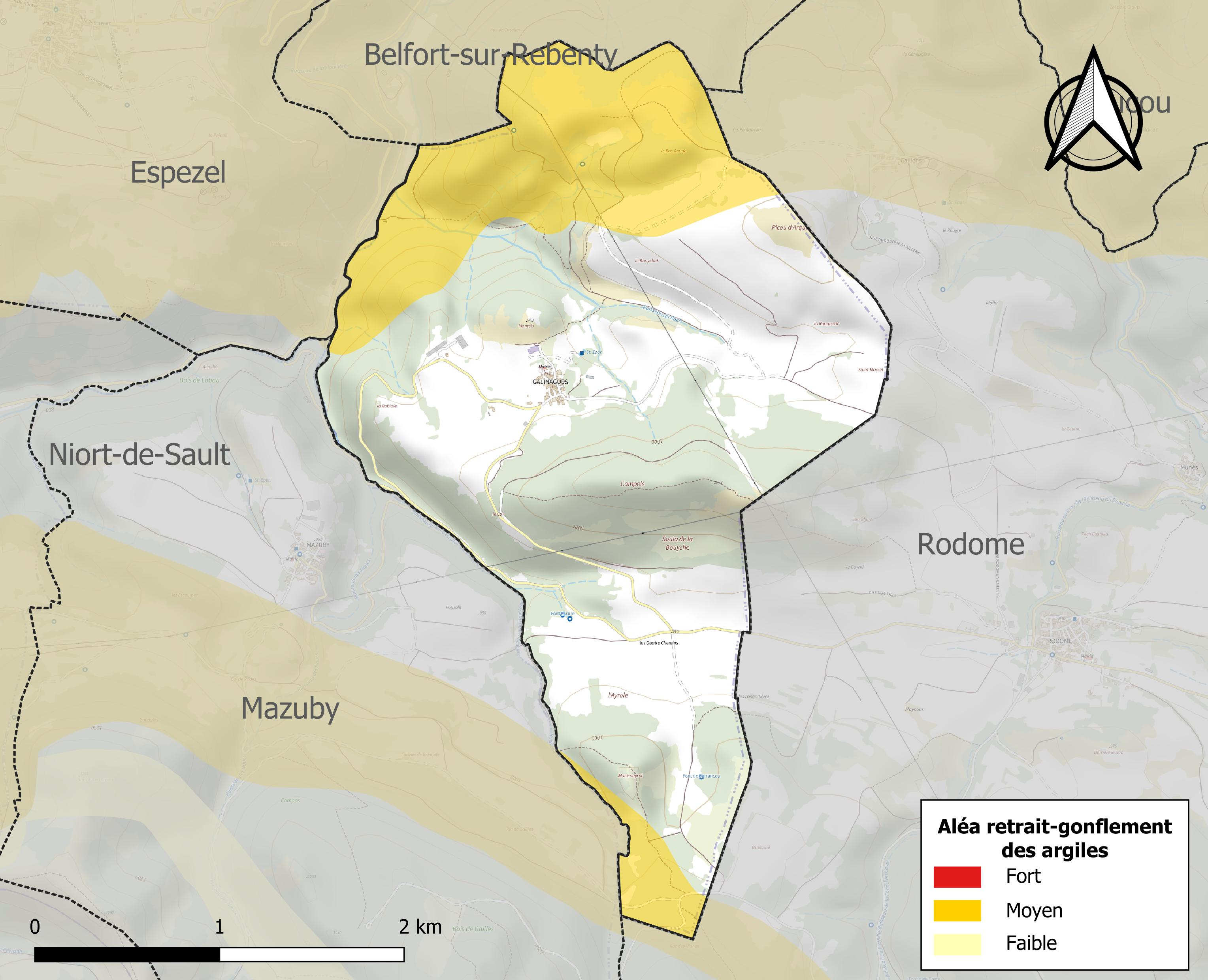
Carte des zones d'aléa retrait-gonflement des sols argileux de Galinagues.

Le retrait-gonflement des sols argileux est susceptible d'engendrer des dommages importants aux bâtiments en cas d’alternance de périodes de sécheresse et de pluie. 24,7 % de la superficie communale est en aléa moyen ou fort (75,2 % au niveau départemental et 48,5 % au niveau national). Sur les 33 bâtiments dénombrés sur la commune en 2019, 0 sont en aléa moyen ou fort, soit 0 %, à comparer aux 94 % au niveau départemental et 54 % au niveau national. Une cartographie de l'exposition du territoire national au retrait gonflement des sols argileux est disponible sur le site du BRGM,.

## Toponymie
Le nom de la localité est attesté sous la forme de Galinagiis en 1360.
Issu du bas latin galina (cf. occitan galina « poule »), suivi du suffixe gaulois -aca, forme féminine d'-acum, suffixe ayant originellement une valeur locative. Le bas latin Galina recouvre peut-être un nom de personne gaulois *Gallinus, issu de Gallus « le Gaulois » avec suffixe diminutif gaulois et latin -inus.

## Histoire
En 876, le seigneur d'Aniort (Niort-de-Sault) détient les territoires d'Aniort, Gebetx, Galinagues et Mazuby.
En 1016, le chevalier Bernard Odon de Niort donne à l'abbaye de Joucou la moitié du lieu de Galinagues. En 1037, il donne l'autre moitié du lieu à la canoniale de Saint-Jean de Niort.
À la fin des années 1990, Galinagues, petit village du bout du monde, a retrouvé une seconde jeunesse avec l'arrivée de nouveaux venus de l'Europe urbaine et même des États-Unis. La population est passée de 28 habitants en 1990 à 41 en 1999. La Dépêche du Midi relate en avril 1999 que les enfants, au nombre de 16, ont pris possession du village. Crèche vivante, carnaval, omelette pascale.. ont été parmi les initiatives redonnant du sens au mot village.
Au début des années 2010, les plus grands enfants ont dû se rendre en ville ramenant la population à 29, remontée à 37 en 2018.
Le 10 juillet 2021, la 14e étape du Tour de France passe sur la commune et emprunte la côte de Galinagues classée en 3e catégorie au Grand prix de la montagne.

## Politique et administration

### Découpage territorial
La commune de Galinagues est membre de la communauté de communes des Pyrénées audoises , un établissement public de coopération intercommunale (EPCI) à fiscalité propre créé le 30 mai 2013 dont le siège est à Quillan. Ce dernier est par ailleurs membre d'autres groupements intercommunaux.
Sur le plan administratif, elle est rattachée à l'arrondissement de Limoux, au département de l'Aude, en tant que circonscription administrative de l'État, et à la région Occitanie.
Sur le plan électoral, elle dépend du canton de la Haute-Vallée de l'Aude pour l'élection des conseillers départementaux, depuis le redécoupage cantonal de 2014 entré en vigueur en 2015, et de la troisième circonscription de l'Aude  pour les élections législatives, depuis le redécoupage électoral de 1986.

### Liste des maires
| Période                                  | Période  | Identité      | Étiquette | Qualité |
| ---------------------------------------- | -------- | ------------- | --------- | ------- |
| avant 1988                               | En cours | Patrick Emery | PS        |         |
| Les données manquantes sont à compléter. |          |               |           |         |

## Démographie
L'évolution du nombre d'habitants est connue à travers les recensements de la population effectués dans la commune depuis 1793. Pour les communes de moins de 10 000 habitants, une enquête de recensement portant sur toute la population est réalisée tous les cinq ans, les populations de référence des années intermédiaires étant quant à elles estimées par interpolation ou extrapolation. Pour la commune, le premier recensement exhaustif entrant dans le cadre du nouveau dispositif a été réalisé en 2007.

En 2022, la commune comptait 31 habitants, en stagnation par rapport à 2016 (Aude : +2,65 %, France hors Mayotte : +2,11 %).
| 1793 | 1800 | 1806 | 1821 | 1831 | 1836 | 1841 | 1846 | 1851 |
| ---- | ---- | ---- | ---- | ---- | ---- | ---- | ---- | ---- |
| 175  | 179  | 176  | 197  | 180  | 174  | 176  | 186  | 158  |

| 1856 | 1861 | 1866 | 1872 | 1876 | 1881 | 1886 | 1891 | 1896 |
| ---- | ---- | ---- | ---- | ---- | ---- | ---- | ---- | ---- |
| 149  | 153  | 151  | 149  | 140  | 143  | 148  | 142  | 124  |

| 1901 | 1906 | 1911 | 1921 | 1926 | 1931 | 1936 | 1946 | 1954 |
| ---- | ---- | ---- | ---- | ---- | ---- | ---- | ---- | ---- |
| 113  | 112  | 100  | 82   | 76   | 80   | 77   | 73   | 64   |

| 1962 | 1968 | 1975 | 1982 | 1990 | 1999 | 2006 | 2007 | 2012 |
| ---- | ---- | ---- | ---- | ---- | ---- | ---- | ---- | ---- |
| 57   | 42   | 26   | 31   | 28   | 41   | 43   | 43   | 29   |

| 2017 | 2022 | - | - | - | - | - | - | - |
| ---- | ---- | - | - | - | - | - | - | - |
| 35   | 31   | - | - | - | - | - | - | - |

## Économie

### Emploi
| Division       | 2008   | 2013   | 2018   |
| -------------- | ------ | ------ | ------ |
| Commune        | 22,2 % | 17,4 % | 4,3 %  |
| Département    | 10,2 % | 12,8 % | 12,6 % |
| France entière | 8,3 %  | 10 %   | 10 %   |

En 2018, la population âgée de 15 à 64 ans s'élève à 24 personnes, parmi lesquelles on compte 60,9 % d'actifs (56,5 % ayant un emploi et 4,3 % de chômeurs) et 39,1 % d'inactifs,. En  2018, le taux de chômage communal (au sens du recensement) des 15-64 ans est inférieur à celui de la France et du département, alors qu'en 2008 la situation était inverse.
La commune est hors attraction des villes,. Elle compte 14 emplois en 2018, contre 9 en 2013 et 8 en 2008. Le nombre d'actifs ayant un emploi résidant dans la commune est de 14, soit un indicateur de concentration d'emploi de 99,6 % et un taux d'activité parmi les 15 ans ou plus de 46,7 %.
Sur ces 14 actifs de 15 ans ou plus ayant un emploi, 13 travaillent dans la commune, soit 92 % des habitants. Pour se rendre au travail, 38,5 % des habitants utilisent un véhicule personnel ou de fonction à quatre roues, 30,8 % s'y rendent en deux-roues, à vélo ou à pied et 30,8 % n'ont pas besoin de transport (travail au domicile).

### Activités hors agriculture
Deux établissements seulement relevant d’une activité hors champ de l’agriculture sont implantés à Galinagues au 31 décembre 2019.

### Agriculture
|                                   | 1988 | 2000 | 2010 |
| --------------------------------- | ---- | ---- | ---- |
| Exploitations                     | 5    | 4    | 4    |
| Superficie agricole utilisée (ha) | 115  | 161  | nd   |

La commune fait partie de la petite région agricole dénommée « Pays de Sault ». Quatre exploitations agricoles ayant leur siège dans la commune sont dénombrées lors du recensement agricole de 2010 (cinq en 1988).

## Culture locale et patrimoine

### Lieux et monuments
- Église Saint-Jean de Galinagues.

### Personnalités liées à la commune
- Félix Armand (1742-1823), curé de la paroisse de 1771 à 1774, connu pour être l'instigateur du percement des gorges de la Pierre-Lys permettant de relier Saint-Martin-Lys à Quillan puis ultérieurement à toute la Haute vallée de l'Aude.

### Héraldique
| Blason de Galinagues | Blason  | Écartelé d’azur et d’or.                         |
| Blason de Galinagues | Détails | Le statut officiel du blason reste à déterminer. |